# Naser Minatschi

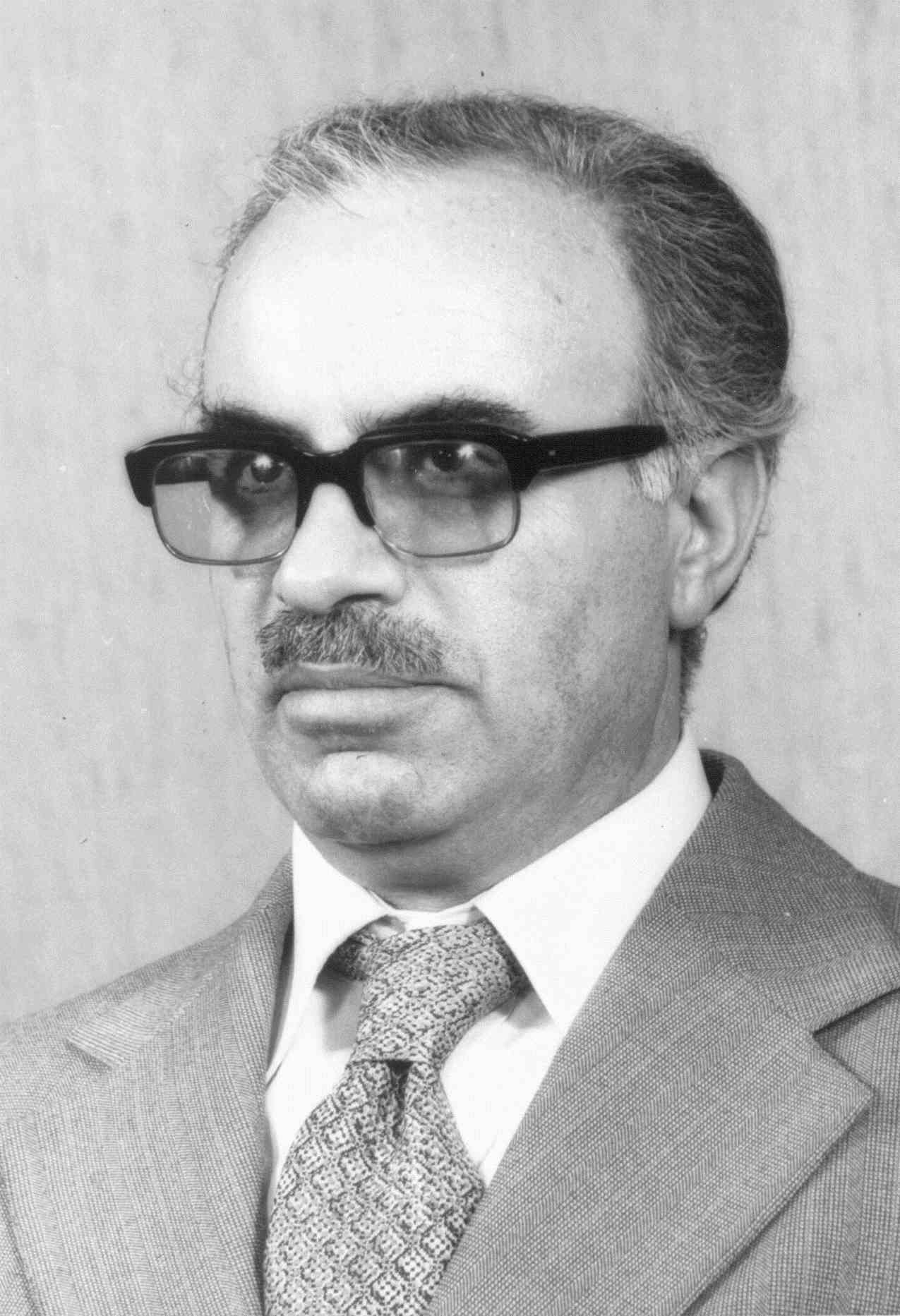
Nasser Minatschi (1979)

Naser Minatschi (persisch ناصر میناچی; * 1931 in Teheran; † 25. Januar 2014 ebenda) war ein iranischer Politiker.

## Karriere und Tätigkeiten
Naser Minatschi war einer der Führer der Basar-Händler während der Regentschaft von Schah Mohammad Reza Pahlavi und war Mitbegründer der Hoseinīye-ye Erschād, einer nichttraditionellen islamischen Organisation in Teheran. Minatschi war bis zu seinem Tode Geschäftsführer der Einrichtung und zu diesem Zeitpunkt ein Anführer der islamistischen Opposition.
Er wurde am 4. Februar 1979 zum Tourismusminister in der Übergangsregierung von Mehdi Bāzargān ernannt. Bis November 1979 war er auch Mitglied des Revolutionsrates. Danach wurde er zum Minister für Information und Öffentlichkeitsarbeit im Übergangskabinett ernannt.  Die Besetzer der US-Botschaft in Teheran riefen zur Festnahme des Informationsministers Minatschi auf. Sie warfen ihm vor, ein CIA-Agent zu sein. Minatschi wurde im frühen Februar 1980 von den Milizen festgenommen. Durch Einschreiten von Bazargan wurde er freigelassen.
Unter der Präsidentschaft von Abolhassan Banisadr wurde Nasser Minatschi zum Minister für Kultur und nationale Führung (Erschad). Er starb am 25. Januar 2014 aufgrund von Herzversagen und wurde in der Hoseinīye-ye Erschād-Moschee bestattet.